# جورج بكر
جورج بكر هو رئيس أساقفة مصري، ولد في 20 أبريل 1946 في القاهرة في مصر. هو نائب بطريرك أنطاكية لكنيسة الروم الملكيين الكاثوليك في الإسكندرية لمصر والسودان وجنوب السودان والمسؤل عن الكرسي البطريركي الاسكندري للروم الكاثوليك.

## النشأة
درس جورج بكر الفلسفة في مدرسة القديسة آنا في حريصا بلبنان، ثم انتقل إلى جامعة الروح القدس الكسليك ببيروت ودرس اللاهوت. حصل على شهادته اللاهوتية في الجامعة الكاثوليكية في ليون بفرنسا. في 6 يوليو 1973 ، رُسم كاهنًا بيد المطران بولس أنطاكي، وفي عام 1978 عمل عميدًا للكلية البطريركية في القاهرة. وتولى إدارة النظام المالي للكرسي البطريركي الإسكندري للروم الملكيين الكاثوليك بمصر منذ 2004 إلى 2006.
في 9 فبراير 2006، عُيِّن نائبًا رسوليًا للقدس. وفي 24 مارس 2006، تمت رسامته بيد بطريرك أنطاكية غريغوريوس الثالث لحام، بحضور المطرانين جوزيف جول زيري وبولس أنطاكي. في 4 يونيو 2008، عُيِّن نائبًا بطريركيًا للكرسي البطريركي الإسكندري للروم الكاثوليك بمصر والسودان.